# Tieriensaj (osiedle przy stacji)
Tieriensaj (ros. Теренсай) – osiedle przy stacji w Rosji, w obwodzie orenburskim, w rejonie adamowskim. W 2010 liczyło 709 mieszkańców.